# Hylogomphus geminatus
Hylogomphus geminatus – gatunek ważki z rodziny gadziogłówkowatych (Gomphidae). Występuje w południowo-wschodniej części USA; stwierdzony na terenie stanów: Georgia, Floryda i Alabama.